# Nephrotoma edwardsi
Nephrotoma edwardsi är en tvåvingeart som beskrevs av Alexander 1917. Nephrotoma edwardsi ingår i släktet Nephrotoma och familjen storharkrankar. Inga underarter finns listade i Catalogue of Life.